# Johann Baptist Bekk

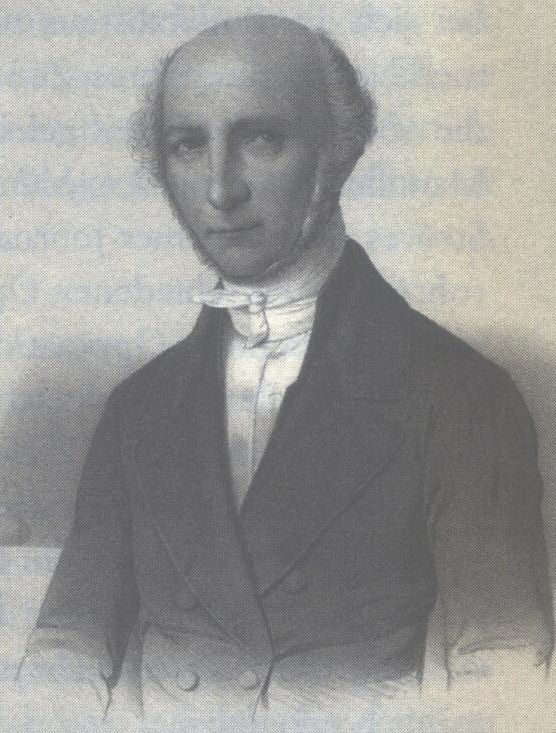
Johann Baptist Bekk

Johann Baptist Bekk (* 29. Oktober 1797 in Triberg im Schwarzwald; † 22. März 1855 in Bruchsal) war ein badischer Jurist und Politiker.

## Leben
Bekk studierte in Freiburg Rechtswissenschaften. Dort schloss er sich 1816 dem Corps Rhenania und 1818 der Alten Freiburger Burschenschaft an. Ab 1822 praktizierte er als Advokat in Meersburg. 1829 wurde er in das dortige Hofgericht als Assessor berufen und 1832 zum Ministerialrat im Ministerium des Innern ernannt. 1837 wurde er Vizekanzler beim obersten Gerichtshof in Mannheim.
In der Zweiten Kammer der Badischen Ständeversammlung, der er seit 1831 angehörte, gehörte Bekk zu den führenden Vertretern der Opposition gegen die Regierung Blittersdorf und trat insbesondere im Streit um das Recht der Urlaubsverweigerung 1841 hervor, in dem Blittersdorf erheblich an Rückhalt verlor. 1842 wurde Bekk zum Präsidenten der Zweiten Kammer der Ständeversammlung gewählt und blieb in dieser Funktion bis 1846.
1846 trat Bekk als Staatsrat ohne Portefeuille in die badische Regierung ein; im Dezember des gleichen Jahres wurde er zum Innenminister ernannt und setzte im Kabinett Bekk ein liberales Reformprogramm um. Nachdem aber auch das Entgegenkommen Bekks und Duschs die Radikalisierung der Ereignisse im Zuge der Märzrevolution nicht verhindern konnte, musste Bekk im Rahmen der badischen Mairevolution am 3. Juni 1849 als Innenminister zurücktreten. Nach der Niederschlagung des Aufstandes wurde er Mitglied im Volkshaus des Erfurter Unionsparlaments. Er war Abgeordneter des  1. Wahlbezirks Badens (Stockach) und gehörte der Fraktion Bahnhofspartei an. Von 1850 bis 1851 war er erneut Abgeordneter und Präsident in der Zweiten Kammer. Von 1845 bis 1851 war er Mitglied des Landständischen Ausschusses.

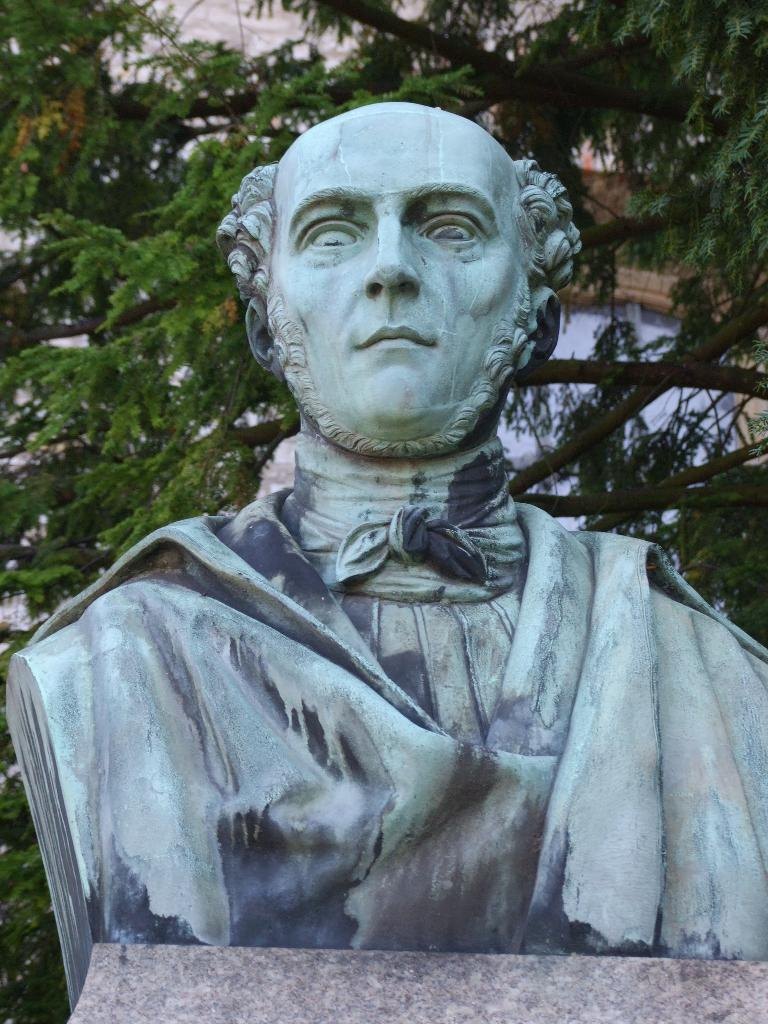
Denkmal Johann Baptist Bekk, Friedhof Bruchsal

## Schriften
- Die Bewegung in Baden. Mannheim 1850.
- mit Franz Xaver Litschgi gab er das Gerichtsblatt Annalen der großherzoglich-badischen Gerichte heraus.[5]